# Champsodon machaeratus
Champsodon machaeratus är en fiskart som beskrevs av Nemeth, 1994. Champsodon machaeratus ingår i släktet Champsodon och familjen Champsodontidae. Inga underarter finns listade i Catalogue of Life.